# Puebla de Sanabria

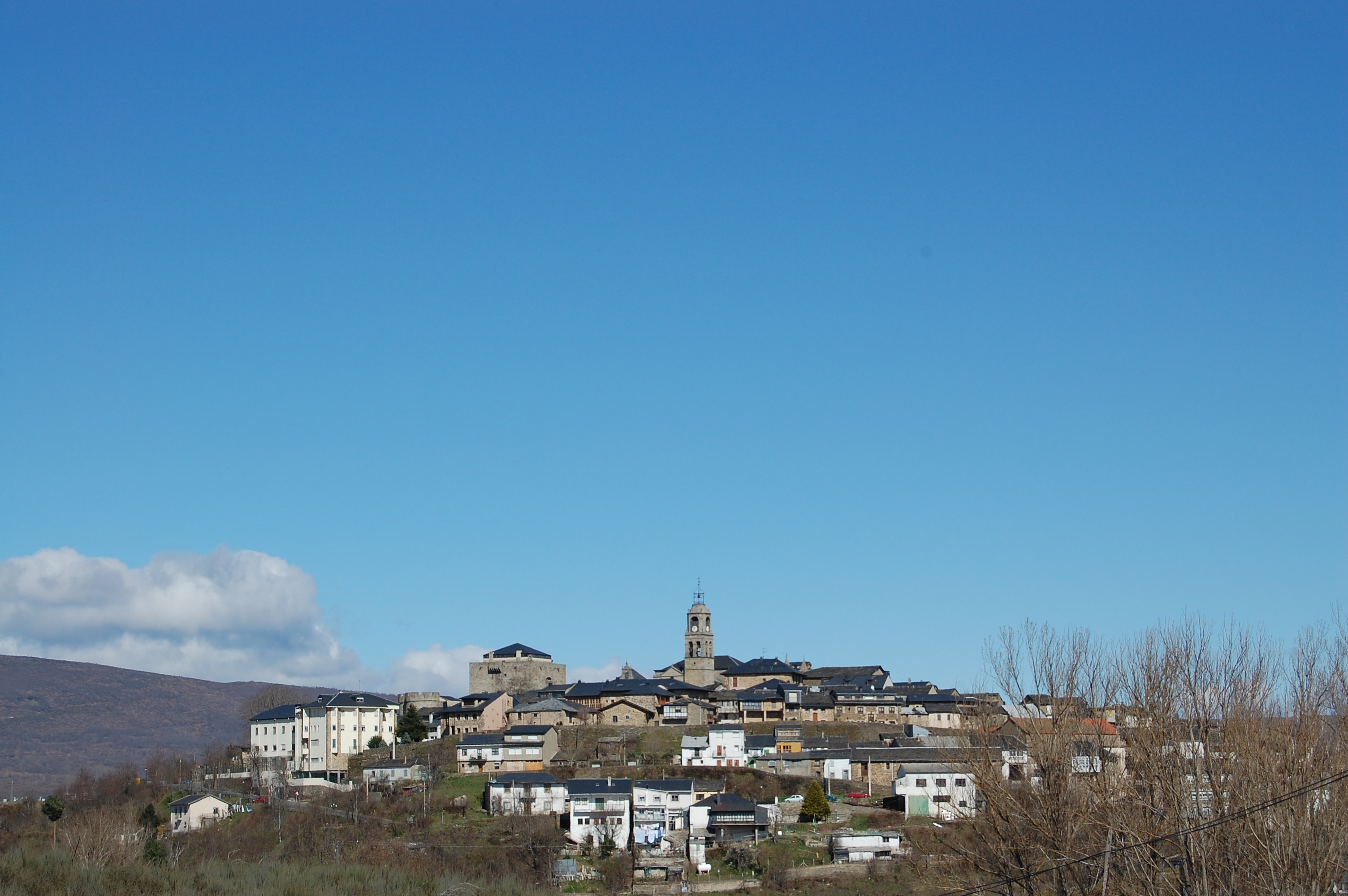
Panorama of Puebla de Sanabria

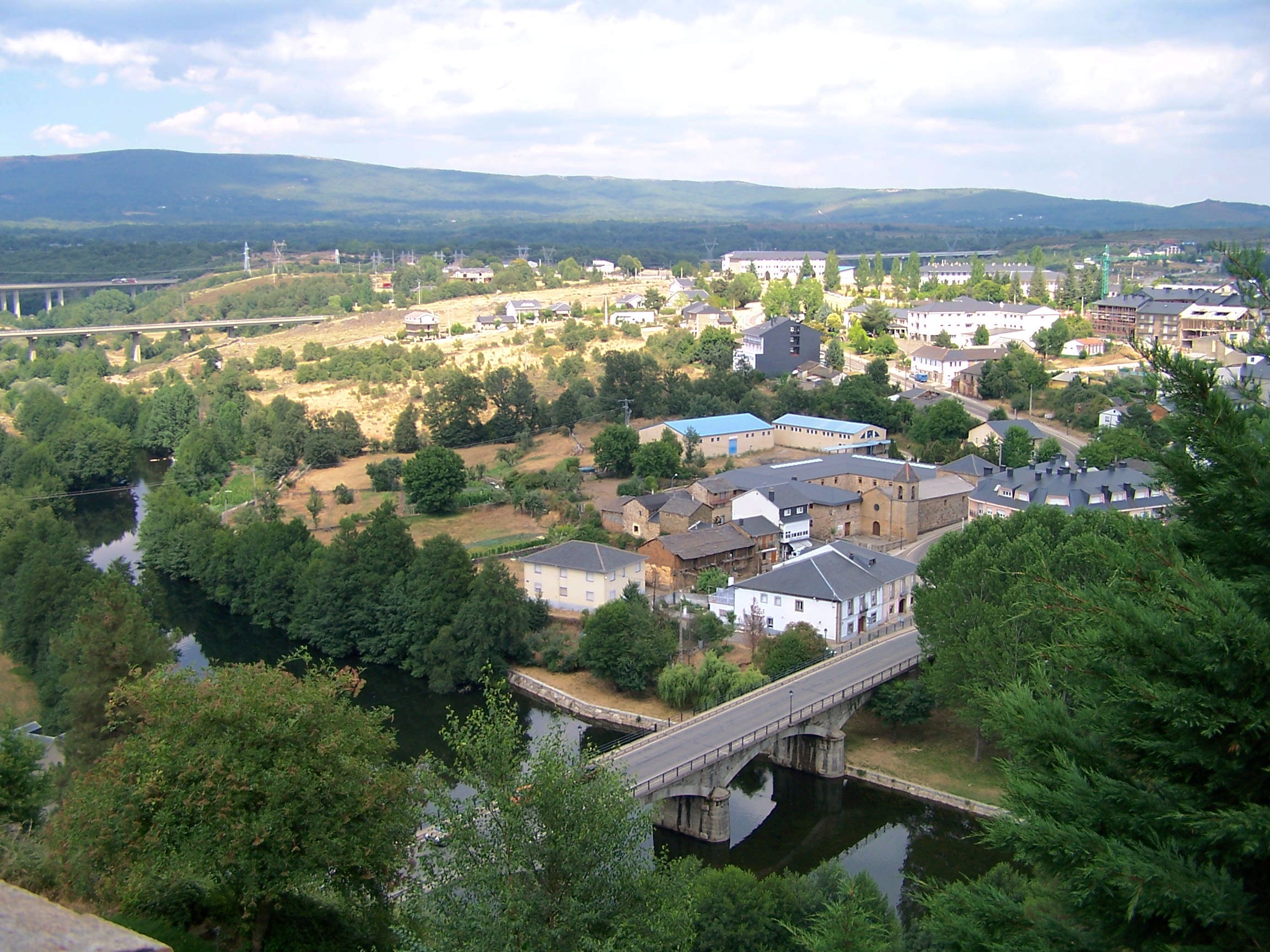
Puebla de Sanabria view from the castle

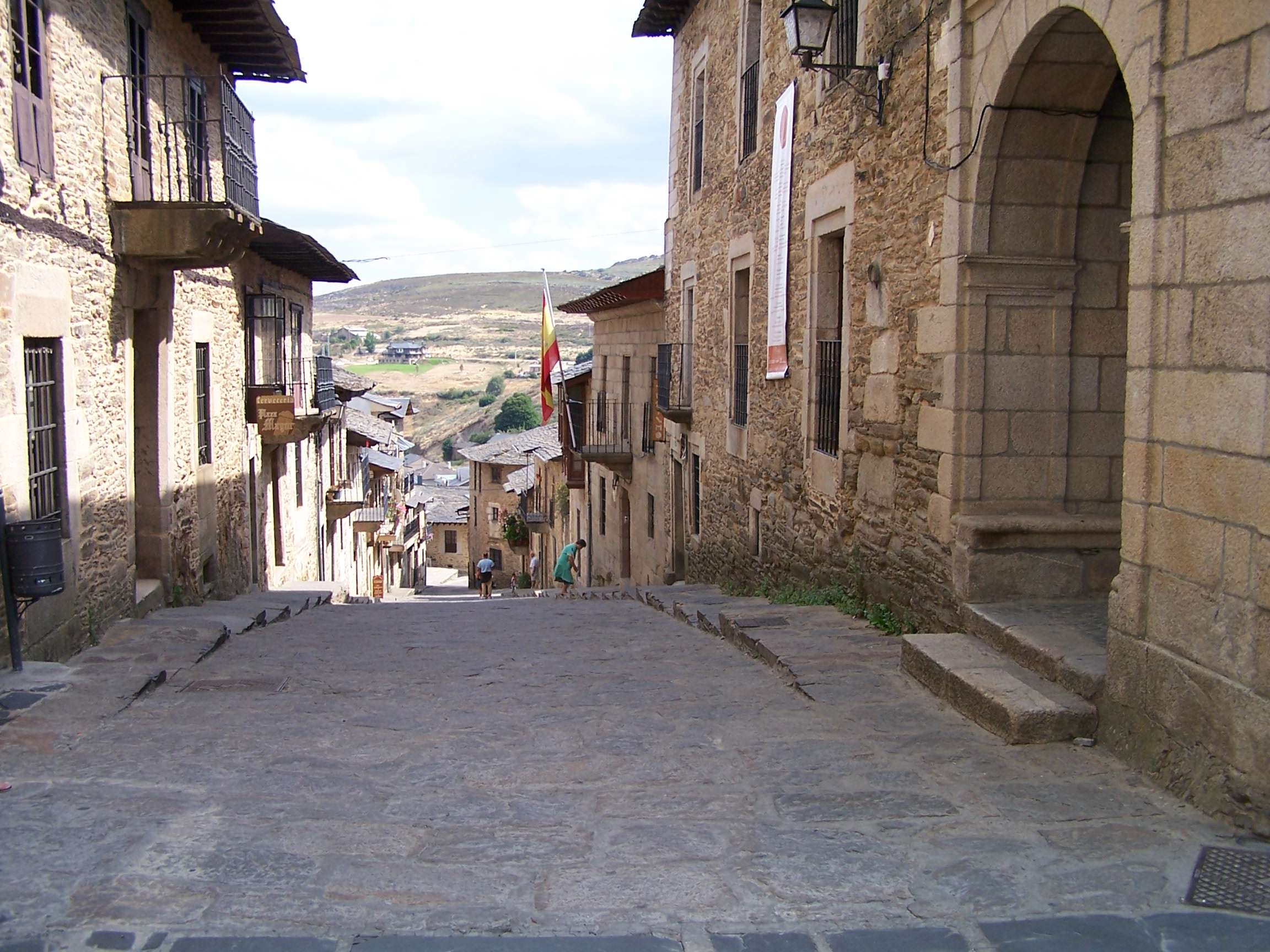
Street in the old Puebla de Sanabria

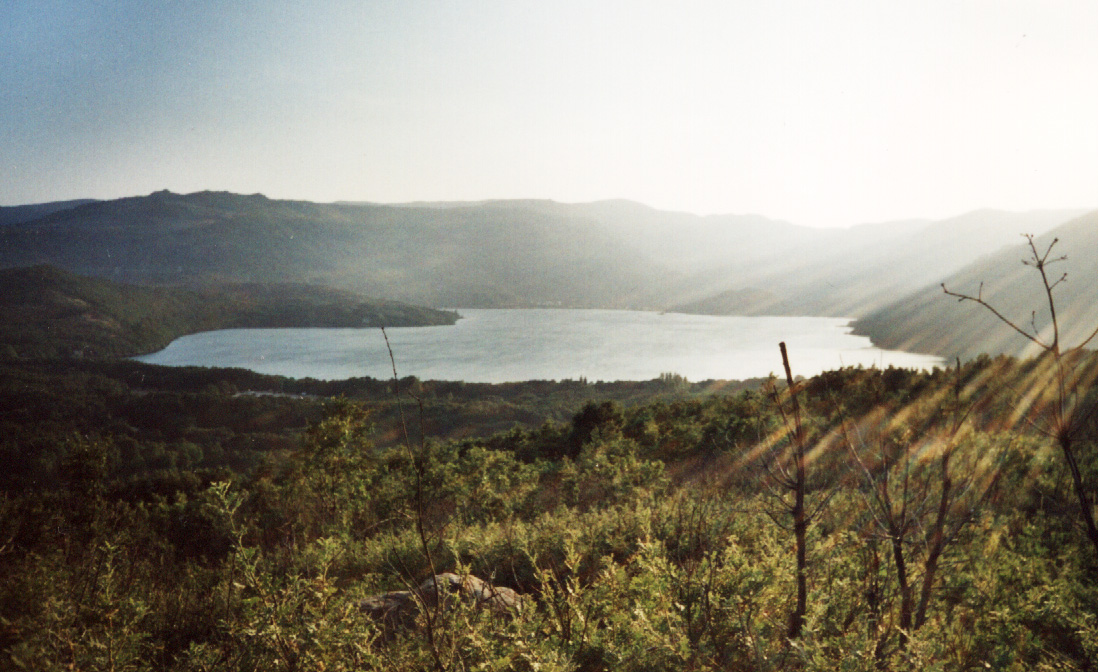
Lago de Sanabria

Puebla de Sanabria là một đô thị trong tỉnh Zamora, Castile và León, Tây Ban Nha.

## Dữ liệu địa lý
- Dân số: 1733 người.
- Độ cao: 960 mét.
- Tọa độ: 42º 03' 00" N 006º 37' 59" W